# Acura MDX
Acura MDX — среднеразмерный кроссовер премиум-класса, производимый компанией American Honda Motor Co. (бренд Acura) с 2001 года. Был представлен на международном автосалоне в Детройте в 2000 году как замена Acura SLX. Выпускается на заводе в Линкольне, Алабама, США.

## Первое поколение
Выпуск кроссовера Acura MDX начался в Канаде в 2000 году. Семиместный автомобиль, спроектированный на платформе минивэна Odyssey, оснащался 3,5-литровым V-образным 6-цилиндровым бензиновым SOCH двигателем J35A3 (2001-2002) и J35A5 (2003-2006), и системой VTEC, а также пятиступенчатой автоматической коробкой переключения передач.
Трансмиссия снабжена автоматической системой полного привода VTM-4 (Variable Torque Management), которая подключает задний мост при пробуксовке переднего, а также принудительной блокировкой межосевого дифференциала.

## Второе поколение
Оснащалось 3,7-литровым V-образным 6-цилиндровым бензиновым SOCH двигателем J37A1 с системой VTEC, мощностью 300 л. с. АКПП пятиступенчатая и шестиступенчатая, начиная с 2010 года, система полного привода SH-AWD, подвеска независимая многорычажная.

## Третье поколение
Прототип третьего поколения Acura MDX был представлен в 2013 году на Североамериканском международном автосалоне, а серийная версия — на Нью-Йоркском автосалоне. Производство началось 2 мая 2013 года на заводе в Линкольне (Алабама, США).
Третье поколение Acura MDX оснащается 3.5-литровым бензиновым двигателем V6 мощностью 290 л. с. с прямым впрыском, системой переменного управления цилиндрами (VCM) и системой изменения фаз газораспределения с электронным управлением (i-VTEC), 6-ступенчатой секвентальной автоматической коробкой передач SportShift и интеллектуальной системой полного привода Super Handling All-Wheel Drive (SH-AWD). Впервые среднеразмерный кроссовер представлен также в переднеприводной модификации (для американского рынка).
Для обеспечения максимальной точности управления, работы по настройке подвески, рулевого управления, системы динамической стабилизации и системы полного привода проводились на легендарной гоночной трассе Нюрбургринг.
Отличительной особенностью Acura MDX является светодиодная головная оптика Jewel Eye™, состоящая из десяти линз, которые могут работать как дневные ходовые огни, ближний и дальний свет.
Российская версия Acura MDX была адаптирована с учётом климатических условий эксплуатации: увеличен до 200 мм клиренс, улучшены тормозные механизмы, увеличена ёмкость аккумуляторной батареи. Так же MDX реализуемые на территории России оснащаются подогревом рулевого колеса и обогревом зоны покоя дворников.
В начале 2016 года был представлен модернизированный вариант Acura MDX. Изменилась внешность машины, стало богаче оснащение. Также появился вариант с бензоэлектрической трансмиссией Sport Hybrid SH-AWD.

## Четвертое поколение
Пропуская 2021 модельный год, MDX четвертого поколения был представлен в качестве прототипа 14 октября 2020 года, практически представлен 8 декабря, запущен в серийное производство 12 января 2021 года для модели 2022 года и поступил в продажу 2 февраля, с комплектацией Type-S , выпущенной 23 декабря.  MDX стал флагманской моделью марки Acura после прекращения выпуска роскошного седана среднего размера RLX в июне 2020 года.
Экстерьер включает в себя стандартный панорамный люк на крыше , 19- или 20-дюймовые легкосплавные диски, заднюю дверь, аналогичную RDX 2019 года, фары и задние фонари, аналогичные нынешнему TLX, эмблему решетки радиатора в другом стиле, девять цветов кузова и семь цветов интерьера. Для комплектации Type-S также будет доступен желтый цвет под названием Tiger Eye. Улучшенный интерьер включает в себя 12,3-дюймовую информационно-развлекательную систему и первую 12-дюймовую цифровую приборную панель Acura с полным TFT экраном, сенсорную панель, передние сиденья с электроприводом по 16 направлениям и 3 положениями с памятью, съемное центральное сиденье второго ряда, съемный двусторонний пол багажника. с ковровым покрытием и пластиком, а также больше места для ног и головы по сравнению с MDX третьего поколения. MDX также оснащен аудиосистемой с 16 динамиками, включая четыре динамика, установленные на крыше, и ножным датчиком для открытия и закрытия задней двери с электроприводом Hands Free Access, когда брелок находится поблизости. В комплект входит обновленный брелок, имеющий форму выпуклого неправильного многоугольника.
Силовые агрегаты улучшены: существующий 3,5-литровый двигатель V6 в паре с 10-ступенчатой коробкой передач доступен для четырех комплектаций; базовый, технологический пакет, A-Spec и расширенный пакет. Хотя полный привод (AWD) является необязательным для базовой и технологической комплектаций, он входит в стандартную комплектацию A-Spec и расширенных комплектаций. Модель в комплектации Type-S в стандартной комплектации получит 3,0-литровый двигатель V6 с турбонаддувом и передние тормоза с четырехпоршневыми суппортами Brembo. Полный привод также будет стандартным для Type-S. Однако в отличие от предыдущего поколения гибридная трансмиссия отсутствует.
В передней части MDX используется подвеска на двойных поперечных рычагах с коваными алюминиевыми нижними рычагами, демпферной вилкой и поворотными кулаками, а также более жесткие литые алюминиевые амортизаторы, более крупные роторы передних тормозов и более широкие легкосплавные диски. Пластиковые подкрылки колесных ниш заменены тканевым материалом, а воздухозаборник перемещен в другое место для облегчения доступа к обеим клеммам аккумулятора. Высокопрочная сталь (HSS), закаленная прессованием сталь и алюминий составляют 69,7% массы кузова автомобиля. Задняя часть кузова более жесткая, а пути нагрузки подвески переходят в C и D-стойки, что обеспечивает возможность буксировки. Стандартная буксировочная способность составляет 3500 фунтов (1600 кг), но ее можно увеличить до 5000 фунтов (2300 кг) при добавлении охладителя трансмиссии. Комплект охладителя доступен в качестве аксессуара для моделей AWD.

### Рестайлинг 2025
Рестайлинг MDX для модели 2025 года был представлен 9 апреля 2024 года. Изменения включают в себя обновленный внешний вид, новые цвета кузова, новый дизайн легкосплавных дисков, замену сенсорной панели на дополнительное место для хранения и беспроводную зарядную панель, новую информационно-развлекательную систему с 12,3-дюймовым сенсорным экраном со встроенной поддержкой Google и добавление новые функции безопасности, такие как система AcuraWatch 360. Варианты силовых агрегатов для обновленной модели остались неизменными.

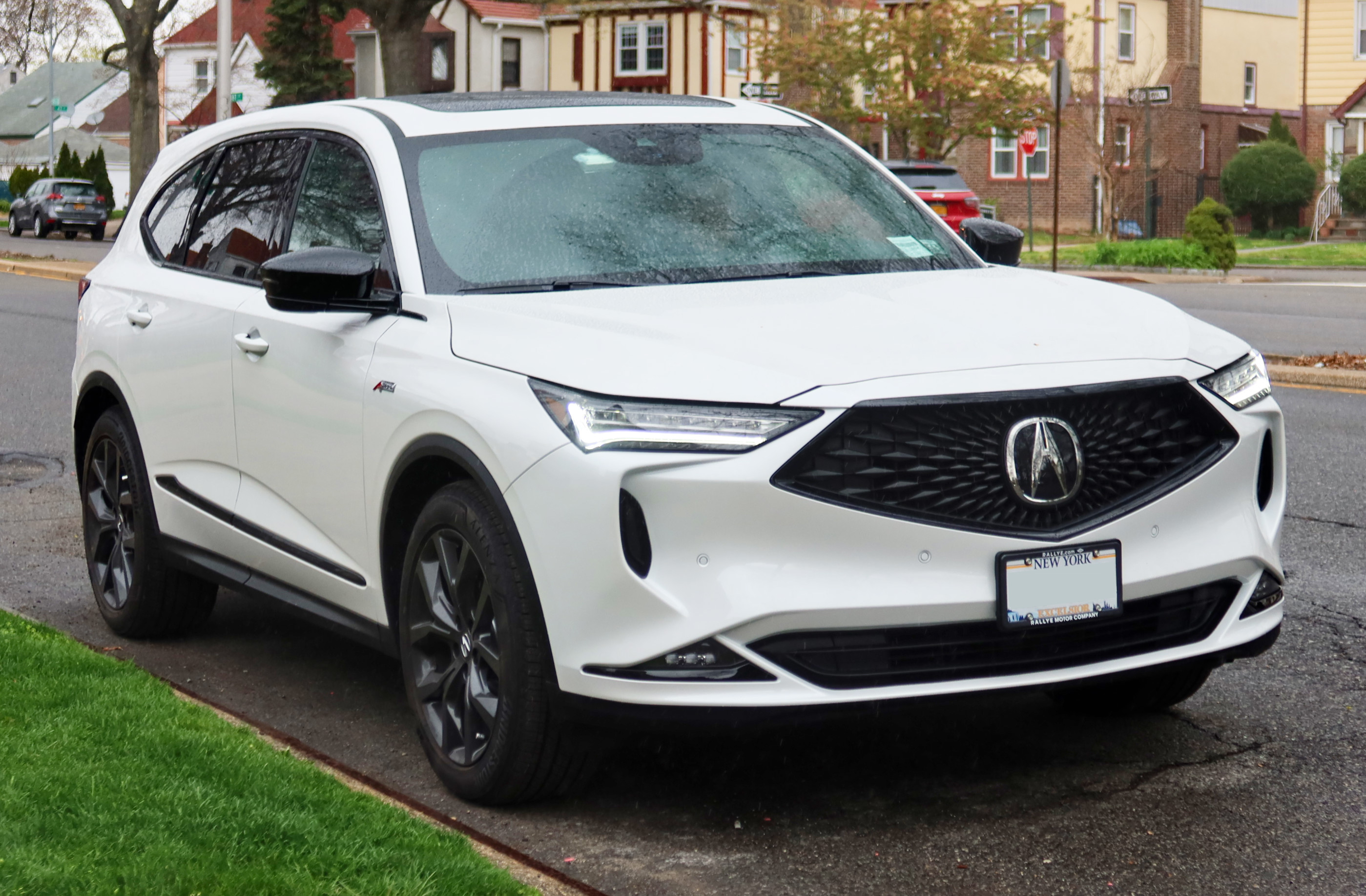
Вид спереди
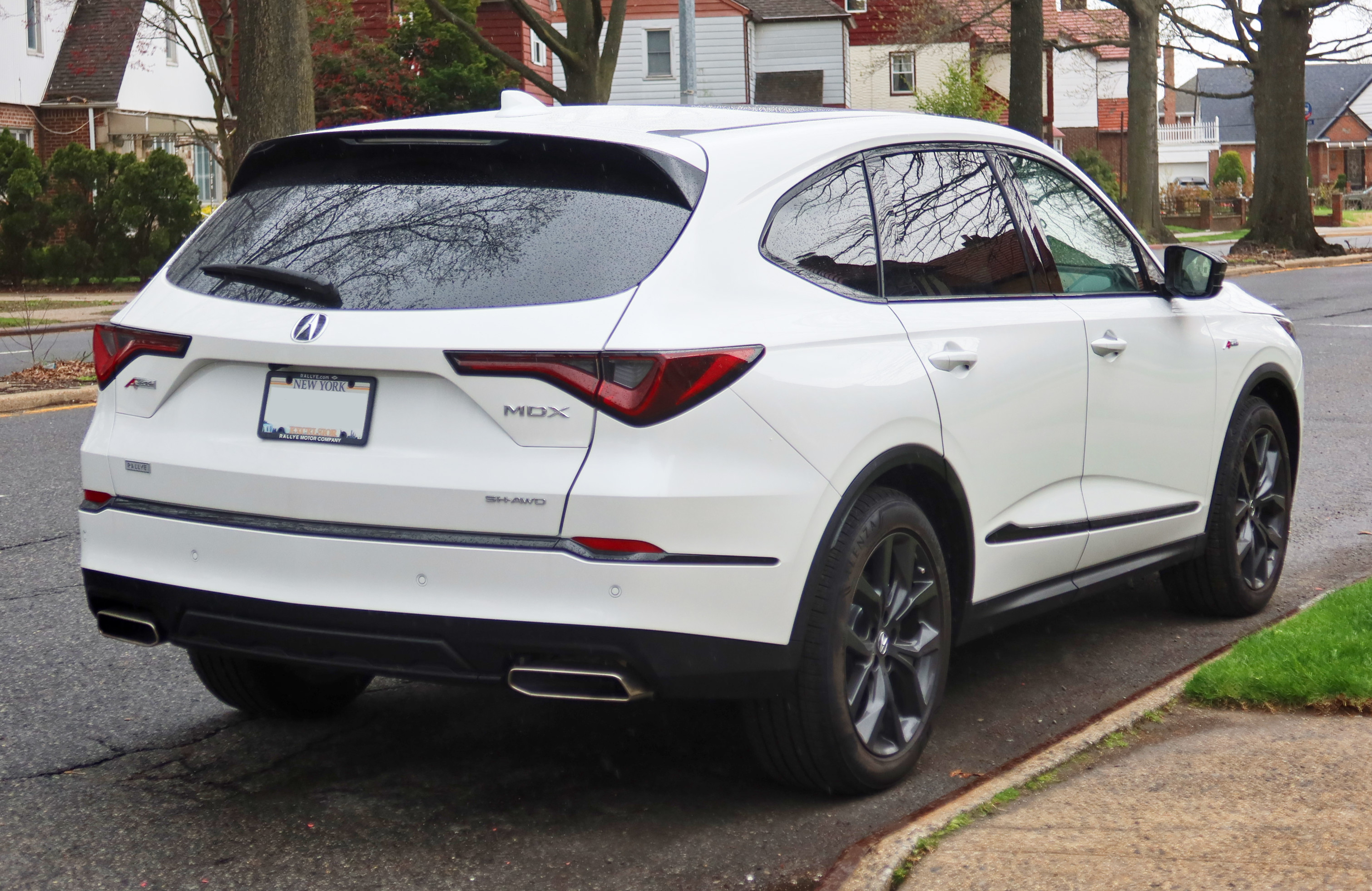
Вид сзади
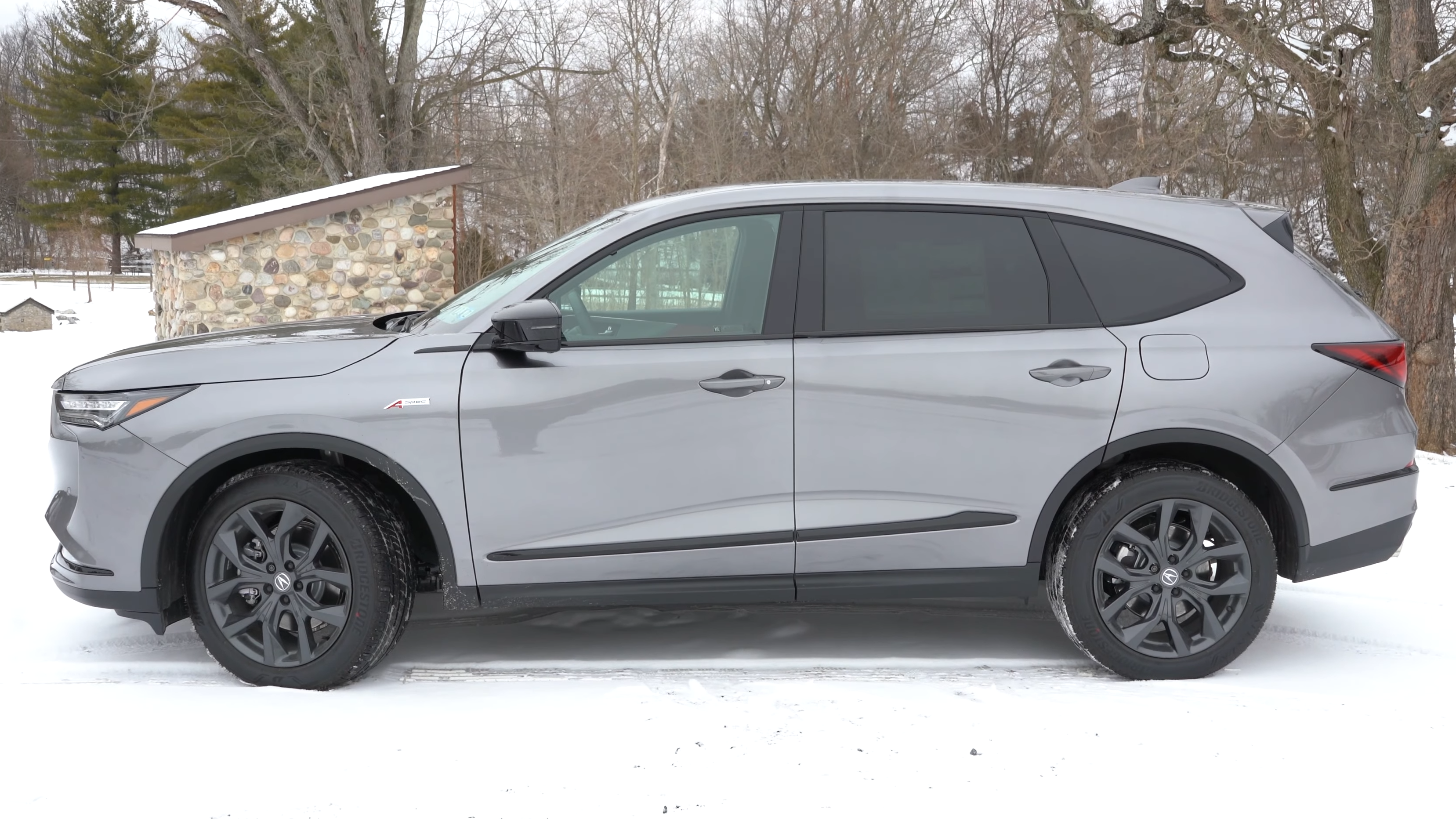
Вид сбоку

## Награды
- «Североамериканский автомобиль и грузовик года» в 2001 году.
- Car and Driver «Лучший кроссовер премиум-класса» в 2001 году.
- Motor Trend «Кроссовер года» в 2001 году.
- IIHS «Top Safety Pick» в 2007 году.
- News&World Report «Лучший среднеразмерный кроссовер премиум-класса» в 2010 году.
- J.D. Power «Самый безопасный кроссовер премиум-класса» в 2012 году.
- Autoguide.com «Лучший универсальный автомобиль-2014» в 2013 году.
- News&World Report «Лучший среднеразмерный кроссовер премиум-класса» в 2013 году.